# Augustendorf (Gnarrenburg)

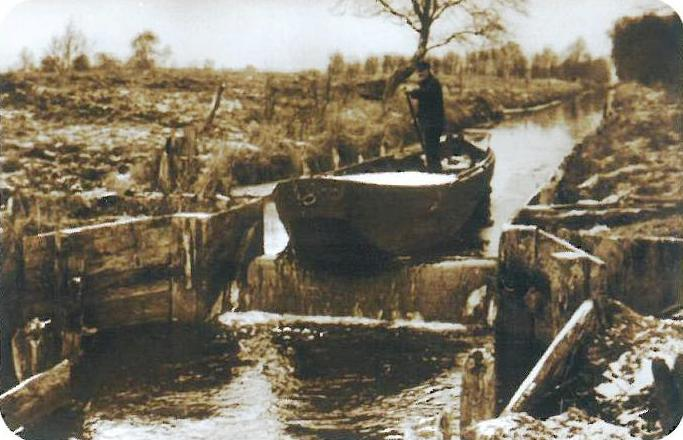
Oste-Hamme Kanal, Klappstau

Augustendorf (niederdeutsch Augustendorp) ist ein Ortsteil der Gemeinde Gnarrenburg im niedersächsischen Landkreis Rotenburg (Wümme).

## Lage
Der Ortsteil Augustendorf liegt etwa vier Kilometer östlich des Kernortes Gnarrenburg. Südöstlich von Augustendorf liegt das 1373 Hektar große Naturschutzgebiet Huvenhoopsmoor mit dem Huvenhoopssee. Durch das Ortsgebiet verläuft der 1852 angelegte Augustendorfer Kanal.

## Geschichte

### Ortsgründung bis heute
Augustendorf wurde im Jahre 1828 von Landesökonomierat Moorkommissar Johann-Nicolaus Witte, einem Nachfolger des Moorkoloniesators Jürgen Christian Findorff gegründet. Die Haupterwerbsquelle der Bürger war bis etwa 1925 der Abbau von Brenntorf. Von ursprünglich 40 landwirtschaftlichen Vollerwerbsbetrieben sind noch fünf vorhanden.

### Namensgebung
Der Name „Augustendorf“ stammt von der Herzogin Auguste von Cambridge, einer Prinzessin aus dem Hause Hessen-Kassel und Schwägerin von Georg IV., König von Hannover und England.

### Eingemeindungen
Am 8. April 1974 wurde Augustendorf im Zuge der Gebietsreform in Niedersachsen in die Gemeinde Gnarrenburg eingegliedert.

### Einwohnerentwicklung
| Jahr      | 1910  | 1925  | 1933  | 1939  | 1950  | 1956  | 1973  | 2011  | 2012  | 2016  |
| --------- | ----- | ----- | ----- | ----- | ----- | ----- | ----- | ----- | ----- | ----- |
| Einwohner | 328   | 365   | 328   | 309   | 458   | 385   | 329   | 276 ¹ | 274 ¹ | 257 ¹ |
| Quelle    | [ 5 ] | [ 6 ] | [ 6 ] | [ 6 ] | [ 7 ] | [ 7 ] | [ 8 ] |       |       |       |

¹ jeweils zum 31. Dezember laut Versionsgeschichte des Artikels
|  |

## Politik

### Gemeinderat und Bürgermeister
Auf kommunaler Ebene wird der Ortsteil Augustendorf vom Gnarrenburger Gemeinderat vertreten.

### Ortsvorsteher
Der Ortsvorsteher von Augustendorf ist Reiner Brodtmann.

## Kultur und Sehenswürdigkeiten
- Museum: Historischer Moorhof Augustendorf mit Moor-Lehrpfad
- Moorerlebnispfad: 2004 wurde am Rande des Huvenhoopsmoores ein Moorerlebnispfad eingerichtet.[9][10]
- Historische Kulturlandschaft: Die Findorffsiedlung Augustendorf ist eine 6,4 km² große historische Kulturlandschaft von landesweiter Bedeutung innerhalb des Kulturlandschaftsraums Hamme-Wümme-Niederung mit Teufelsmoor. Diese Zuordnung zu den Kulturlandschaften in Niedersachsen hat der Niedersächsische Landesbetrieb für Wasserwirtschaft, Küsten- und Naturschutz (NLWKN) 2018 getroffen. Ein besonderer, rechtlich verbindlicher Schutzstatus ist mit der Klassifizierung nicht verbunden.[11]
- Gebäude: Die Hofanlage Augustendorf 11 und die Hofanlage Augustendorf 27 aus dem 19. Jahrhundert, sowie das Wohn- und Wirtschaftsgebäude Augustendorf 1 von 1829, alle in Fachwerk, stehen unter Denkmalschutz.